# Collegio di Glasgow Central
Glasgow Central è stato un collegio elettorale scozzese della Camera dei comuni del Parlamento del Regno Unito. Eleggeva un membro del Parlamento con il sistema maggioritario a turno unico. Il collegio è stato abolito con la revisione del 2024, e la sua area è stata redistribuita tra cinque collegi della città.

## Estensione
Glasgow Central è stato uno dei sette collegi che ricoprivano l'area della città di Glasgow, e tutti questi erano situati interamente dentro l'area municipale. Prima delle elezioni del 2005, l'area era coperta da dieci collegi, dei quali due oltrepassavano i confini cittadini.
Il collegio Centrale, come definito nel 2005, includeva parti degli ex collegi di Glasgow Govan, Glasgow Kelvin, Glasgow Shettleston, Glasgow Pollok e Glasgow Rutherglen. I collegi del Parlamento Scozzese che si trovavano nel collegio di Glasgow Central erano Glasgow Southside a sud del fiume e Glasgow Kelvin a nord del fiume, con le aree di Calton, Bridgeton e Dalmarnock che facevano parte di Glasgow Shettleston e altre piccole aree che appartengono a Cathcart e Provan.
Il nuovo collegio di Glasgow Central si trovava a ridosso del fiume Clyde, e comprendeva le aree di Kelvingrove, Anderston, Merchant City, Calton, Pollokshields, Gorbals e Govanhill.

## Geografia
Il collegio comprendeva la città di Glasgow a nord del centro, incluso il Kelvingrove Art Gallery and Museum, le principali stazioni ferroviarie, la Cattedrale di San Mungo e lo Scottish Exhibition and Conference Centre. È sede delle università di Strathclyde e Caledonian, come anche del Royal Conservatoire of Scotland (l'ex Royal Scottish Academy of Music and Drama e ancora oggi chiamato RSAMD), e della Glasgow School of Art. Ospitava anche numerosi studenti che frequentano l'Università di Glasgow, che si trovava poco oltre il confine a Glasgow Nord. La nutrita popolazione di studenti è stata un fattore importante alle elezioni, e la presenza di quattro istituzioni che rilasciano lauree, oltre a una popolazione studentesca del 20%, ha portato Glasgow Central a ritenersi il collegio più istruito del Regno Unito. Merchant City si trovava nel collegio, con gli edifici yuppie costruiti negli ex tabacchifici e cotonifici. Quest'area è simbolo della rinascita della città.
Al cuore del collegio scorreva il fiume Clyde, che segnava il confine tra Glasgow Central e il Commonwealth Arena and Sir Chris Hoy Velodrome e Oatlands, nella parte orientale del collegio, fino al Glasgow Science Centre e al Museo di Riverside ad ovest. Le zone sud-orientali del collegio erano in parte degradate, come Bridgeton, Calton e Dalmarnock, e lungo il lato meridionale del Clyde intorno a Gorbals, Govanhill e Hutchesonton.

## Membri del Parlamento
| Elezione | Elezione              | Deputato                    | Partito           |
| -------- | --------------------- | --------------------------- | ----------------- |
|          | 1885                  | Gilbert Beith               | Liberale          |
|          | 1886                  | John George Alexander Baird | Conservatore      |
|          | 1906                  | Andrew Mitchell Torrance    | Liberale          |
|          | 1909 (S)              | Charles Scott Dickson       | Conservatore      |
| 1915 (S) | Charles Scott Dickson |                             | Conservatore      |
|          | 1918                  | Andrew Bonar Law            | Unionista         |
| 1923 (S) | William Alexander     |                             | Unionista         |
| 1945     | James Hutchison       |                             | Unionista         |
|          | 1950                  | James McInnes               | Laburista         |
| 1966     | Thomas McMillan       |                             | Laburista         |
| 1980 (S) | Bob McTaggart         |                             | Laburista         |
| 1989 (S) | Mike Watson           |                             | Laburista         |
|          | 1997                  | Collegio abolito            | Collegio abolito  |
|          | 2005                  | Collegio ricreato           | Collegio ricreato |
|          | 2005                  | Mohammad Sarwar             | Laburista         |
| 2010     | Anas Sarwar           |                             | Laburista         |
|          | 2015                  | Alison Thewliss             | SNP               |
|          | 2024                  | Collegio abolito            | Collegio abolito  |

## Risultati elettorali

### Elezioni negli anni 2010
| Partito                    | Partito                          | Candidato                  | Risultati 12 dicembre 2019 | Risultati 12 dicembre 2019 |
| Partito                    | Partito                          | Candidato                  | Voti                       | %                          |
| -------------------------- | -------------------------------- | -------------------------- | -------------------------- | -------------------------- |
|                            | SNP                              | Alison Thewliss            | 19 750                     | 49,25                      |
|                            | Laburista                        | Faten Hameed               | 13 276                     | 33,10                      |
|                            | Conservatore                     | Flora Scarabello           | 3 698                      | 9,22                       |
|                            | Lib Dem                          | Ewan Hoyle                 | 1 952                      | 4,87                       |
|                            | Verdi                            | Elaine Gallagher           | 1 429                      | 3,56                       |
|                            |                                  |                            |                            |                            |
| Iscritti                   | Iscritti                         | Iscritti                   | 69 230                     | 100,00                     |
| ↳ Votanti (% su iscritti)  | ↳ Votanti (% su iscritti)        | ↳ Votanti (% su iscritti)  | 40 105                     | 57,93                      |
| ↳ Astenuti (% su iscritti) | ↳ Astenuti (% su iscritti)       | ↳ Astenuti (% su iscritti) | 29 125                     | 42,07                      |
|                            |                                  |                            |                            |                            |
|                            | Esito: collegio confermato a SNP |                            |                            |                            |

| Partito                    | Partito                          | Candidato                  | Risultati 8 giugno 2017 | Risultati 8 giugno 2017 |
| Partito                    | Partito                          | Candidato                  | Voti                    | %                       |
| -------------------------- | -------------------------------- | -------------------------- | ----------------------- | ----------------------- |
|                            | SNP                              | Alison Thewliss            | 16 096                  | 44,73                   |
|                            | Laburista                        | Faten Hameed               | 13 829                  | 38,43                   |
|                            | Conservatore                     | Charlotte Fairbanks        | 5 014                   | 13,93                   |
|                            | Lib Dem                          | Isabel Nelson              | 1 045                   | 2,90                    |
|                            |                                  |                            |                         |                         |
| Iscritti                   | Iscritti                         | Iscritti                   | 64 372                  | 100,00                  |
| ↳ Votanti (% su iscritti)  | ↳ Votanti (% su iscritti)        | ↳ Votanti (% su iscritti)  | 35 984                  | 55,90                   |
| ↳ Astenuti (% su iscritti) | ↳ Astenuti (% su iscritti)       | ↳ Astenuti (% su iscritti) | 28 388                  | 44,10                   |
|                            |                                  |                            |                         |                         |
|                            | Esito: collegio confermato a SNP |                            |                         |                         |

| Partito                    | Partito                                  | Candidato                  | Risultati 7 maggio 2015 | Risultati 7 maggio 2015 |
| Partito                    | Partito                                  | Candidato                  | Voti                    | %                       |
| -------------------------- | ---------------------------------------- | -------------------------- | ----------------------- | ----------------------- |
|                            | SNP                                      | Alison Thewliss            | 20 658                  | 52,54                   |
|                            | Laburista                                | Anas Sarwar                | 12 996                  | 33,05                   |
|                            | Conservatore                             | Simon Bone                 | 2 359                   | 6,00                    |
|                            | Verdi                                    | Cass Macgregor             | 1 559                   | 3,97                    |
|                            | UKIP                                     | Stuart Maskell             | 786                     | 2,00                    |
|                            | Lib Dem                                  | Chris Young                | 612                     | 1,56                    |
|                            | CISTA                                    | James Marris               | 171                     | 0,43                    |
|                            | TUSC                                     | Andrew Elliott             | 119                     | 0,30                    |
|                            | Eguaglianza Sociale                      | Katie Rhodes               | 58                      | 0,15                    |
|                            |                                          |                            |                         |                         |
| Iscritti                   | Iscritti                                 | Iscritti                   | 70 971                  | 100,00                  |
| ↳ Votanti (% su iscritti)  | ↳ Votanti (% su iscritti)                | ↳ Votanti (% su iscritti)  | 39 318                  | 55,40                   |
| ↳ Astenuti (% su iscritti) | ↳ Astenuti (% su iscritti)               | ↳ Astenuti (% su iscritti) | 31 653                  | 44,60                   |
|                            |                                          |                            |                         |                         |
|                            | Esito: collegio passa da Laburista a SNP |                            |                         |                         |

| Partito                    | Partito                                | Candidato                  | Risultati 6 maggio 2010 | Risultati 6 maggio 2010 |
| Partito                    | Partito                                | Candidato                  | Voti                    | %                       |
| -------------------------- | -------------------------------------- | -------------------------- | ----------------------- | ----------------------- |
|                            | Laburista                              | Anas Sarwar                | 15 908                  | 52,02                   |
|                            | SNP                                    | Osama Saeed                | 5 357                   | 17,52                   |
|                            | Lib Dem                                | Chris Young                | 5 010                   | 16,38                   |
|                            | Conservatore                           | John Bradley               | 2 158                   | 7,06                    |
|                            | Verdi                                  | Alastair Whitelaw          | 800                     | 2,62                    |
|                            | BNP                                    | Ian Holt                   | 616                     | 2,01                    |
|                            | Socialista                             | James Nesbitt              | 357                     | 1,17                    |
|                            | UKIP                                   | Ramsay Urquhart            | 246                     | 0,80                    |
|                            | Pirata                                 | Finlay Archibald           | 128                     | 0,42                    |
|                            |                                        |                            |                         |                         |
| Iscritti                   | Iscritti                               | Iscritti                   | 60 062                  | 100,00                  |
| ↳ Votanti (% su iscritti)  | ↳ Votanti (% su iscritti)              | ↳ Votanti (% su iscritti)  | 30 580                  | 50,91                   |
| ↳ Astenuti (% su iscritti) | ↳ Astenuti (% su iscritti)             | ↳ Astenuti (% su iscritti) | 29 482                  | 49,09                   |
|                            |                                        |                            |                         |                         |
|                            | Esito: collegio confermato a Laburista |                            |                         |                         |

### Elezioni negli anni 2000
| Partito                    | Partito                                      | Candidato                  | Risultati 5 maggio 2005 | Risultati 5 maggio 2005 |
| Partito                    | Partito                                      | Candidato                  | Voti                    | %                       |
| -------------------------- | -------------------------------------------- | -------------------------- | ----------------------- | ----------------------- |
|                            | Laburista                                    | Mohammad Sarwar            | 13 518                  | 48,21                   |
|                            | Lib Dem                                      | Isabel Nelson              | 4 987                   | 17,79                   |
|                            | SNP                                          | Bill Kidd                  | 4 148                   | 14,79                   |
|                            | Conservatore                                 | Richard Sullivan           | 1 757                   | 6,27                    |
|                            | Verdi                                        | Gordon Masterton           | 1 372                   | 4,89                    |
|                            | Socialista                                   | Marie Gordon               | 1 110                   | 3,96                    |
|                            | BNP                                          | Walter Hamilton            | 671                     | 2,39                    |
|                            | Laburista Socialista                         | Ian Johnson                | 255                     | 0,91                    |
|                            | Cristiano                                    | Thomas Greig               | 139                     | 0,50                    |
|                            | Comunista                                    | Elinor McKenzie            | 80                      | 0,29                    |
|                            |                                              |                            |                         |                         |
| Iscritti                   | Iscritti                                     | Iscritti                   | 64 011                  | 100,00                  |
| ↳ Votanti (% su iscritti)  | ↳ Votanti (% su iscritti)                    | ↳ Votanti (% su iscritti)  | 28 037                  | 43,80                   |
| ↳ Astenuti (% su iscritti) | ↳ Astenuti (% su iscritti)                   | ↳ Astenuti (% su iscritti) | 35 974                  | 56,20                   |
|                            |                                              |                            |                         |                         |
|                            | Esito: collegio a Laburista (nuovo collegio) |                            |                         |                         |

## Risultati dei referendum

### Referendum sulla permanenza del Regno Unito nell'Unione europea del 2016
|        | Collegio        | Lasciare UE % | Rimanere in UE % |
| ------ | --------------- | ------------- | ---------------- |
|        | Glasgow Central | 28,8%         | 71,2%            |
| Scozia | 38,0%           | 62,0%         |                  |
|        | Regno Unito     | 51,9%         | 48,1%            |